# Diane Lamoureux
Pour les articles homonymes, voir Lamoureux.
Diane Lamoureux est professeure émérite d'idées politiques au département de science politique de l'Université Laval au Québec.

## Carrière professionnelle et axes de recherche
Après avoir obtenu une maîtrise en science politique à l'Université du Québec à Montréal, elle soutient un doctorat en sociologie à Paris portant sur l'émergence du féminisme québécois au cours des années 1970. Ses recherches portent sur la philosophie politique et la sociologie politique féministe. Elle compte à son actif un nombre important de publications ayant fait autorité sur le féminisme, les antiféminismes sur le nationalisme et sur les mouvements sociaux. Par le truchement de ses réflexions sur ces enjeux, elle offre un prisme d'analyse qui permet de mieux cerner le monde pour ce qu'il est dans sa toute sa complexité. En cherchant à scruter les conditions de radicalité du féminisme, elle rompt avec la tentation du conformisme. De ses derniers apports, elle affirme que le féminisme ne fait pas mouvement : il est mouvement.
Diane Lamoureux a étudié les évolutions du féminisme et certains enjeux de société, notamment sur la place des femmes dans différentes sphères de la vie et sur l'avortement. Elle a analysé également l'apport intellectuel de certaines théoriciennes, dont Simone de Beauvoir, Colette Guillaumin, Nancy Fraser, Iris Marion Young, Patricia Hill Collins et Françoise Collin. Elle a été l'une des premières chercheuses francophones à circonscrire l'importance de la théorie queer en organisant notamment un colloque sur ce thème et a publié un collectif intitulé Les limites de l'identité sexuelle.

### Soutien à la Palestine
Durant la guerre à Gaza de 2023-2025, elle signe la pétition d’universitaires alertant sur le risque de génocide à Gaza.